# امیرآباد (بخش مرکزی ایذه)
امیرآباد یک روستا در ایران است که در بخش مرکزی شهرستان ایذه در استان خوزستان واقع شده‌است.
 امیرآباد ۱۲۰ نفر جمعیت دارد.

## جمعیت
این روستا در  دهستان هلایجان قرار دارد و براساس سرشماری مرکز آمار ایران در سال ۱۳۸۵، جمعیت آن ۱۲۰ نفر (۲۲ خانوار) بوده‌است.